# Олівер Ріхтерс
Олівер Ріхтерс (нар. 5 вересня 1989) — нідерландський культурист, актор, модель та генеральний директор і засновник MuscleMeat. Відомий своїм вражаючим зростом 218 см та статурою, він був моделлю обкладинки листопада 2018 року в нідерландському виданні Men’s Health.
У 2019 році Ріхтерс знявся у фільмі 2021 року Чорна вдова в другоплановій ролі.

## Фільмографія

### Фільми
| Рік  |    | Українська назва              | Оригінальна назва                     | Роль              |
| ---- | -- | ----------------------------- | ------------------------------------- | ----------------- |
| 2018 | ф  |                               | Ravers                                | хлопець на складі |
| 2019 | кф |                               | Nailed                                | Іван              |
| 2020 | ф  |                               | Knuckledust                           | Олівер            |
| 2021 | ф  | Чорна вдова                   | Black Widow                           | Урса              |
| 2021 | ф  | Електричне життя Луїса Вейна  | The Electrical Life of Louis Wain     | боксер            |
| 2021 | ф  | Кінгс Мен                     | The King's Man                        | охоронець         |
| 2023 | ф  | Індіана Джонс і реліквія долі | Indiana Jones and the Dial of Destiny | Хаук              |
| 2024 | ф  | Бордерлендс                   | Borderlands                           | Кром              |

### Телебачення
| Рік  |   | Українська назва | Оригінальна назва | Роль                                      |
| ---- | - | ---------------- | ----------------- | ----------------------------------------- |
| 1991 | с |                  | De zomer van '45  | Джаспер (Епізод 1.3)                      |
| 2014 | с |                  | Fashion Planet    | помічник фотографа (Епізод "Rolls Royce") |
| 2020 | с |                  | Gangs of London   | Дункан (Епізод 1.9)                       |